# Jeszenszky István (tanár, 1829–1884)
Jeszenői Jeszenszky István (Losonc, 1829 – Losonc, 1884. december 11.) gimnáziumi tanár.

## Élete
1865-től a losonci Evangélikus Gimnáziumban tanította a mennyiségtant és természettant. 1870-ban a losonci Magyar Királyi Állami Gimnázium rendes tanárának nevezték ki. Itt tanított 1881-ben bekövetkezett nyugdíjazásáig.

## Munkái
- Oktatás a méterrendszeren alapuló mértékek és a tizedestörtekkeli számolásban. Iskolai és magánhasználatra,  Budapest, 1875.
- A magyarhoni protestáns középiskolák és a főfelügyelet kérdése,  Budapest, 1880. (Ism. Prot. Egyh. és Isk. Lap 10. sz.)